# Skaramagkas
Skaramagkas  este un oraș în Grecia în prefectura Attica.